# Goryphus horeiensis
Goryphus horeiensis là một loài tò vò trong họ Ichneumonidae.